# L'Enfant sauvage
L'Enfant sauvage (francuski: "Divlje dijete") peti je studijski album francuskog metal sastava Gojira. Ovo je također prvi album sastava koji je objavila ugledna diskografska kuća Roadrunner Records, koja ga objavljuje 26. lipnja 2012.

## Pozadina
Tijekom snimanja albuma, Joe Duplantier postao je otac. U jednom je intervjuu, upitan je li taj događaj na određeni način promijenio njegov pristup glazbi, izjavio: "Tako je čudno, tako je nevjerojatno. Naravno, vrlo sam inspiriran onime što se dogodilo te pričanje o samom rođenju i postajanju ocem nije u potpunosti isključeno, na neki je način povezano, ali uglavnom me sve inspirira dok pišem i skladam."
Kako bi promovirao svoj album, sastav je izvorno trebao otići na turneju zajedno s grupama Lamb of God i Dethklok, no zbog uhićenja Randya Blythea u Češkoj turneja je ubrzo bila otkazana. Gojira je naknadno najavila vlastitu turneju koja je započela u siječnju 2013. godine te kojoj su se pridružili sastavi Devin Townsend Project i The Atlas Moth.

## Glazbeni stil i tekstovi
L'Enfant sauvage je inspiriran istoimenim filmom Françoisa Truffauta koji prati istinitu priču o Victoru od Aveyrona, djetetu koje je bilo pronađeno u šumi te koje se odlikovalo ponašanjima koja su više nalikovala na ona divljih zvijeri nego civiliziranih ljudi. Sastav je komentirao o odabiru imena: "Mi smo dio ovoga svijeta. Ali postoji i ideja da enfant sauvage, dijete koje je odraslo u prirodi, nije uistinu suočeno s ostalim [ljudima], s osjećajima, s krivnjom i identitetom te bi [enfant sauvage] zapravo bilo stanje u kojem ste bliži srži svih stvari."
Frontmen, gitarist i skladatelj sastava Joe Duplantier u vezi značenja albuma izjavljuje: "Kada postanete glazbenik, nemate šefa koji vam govori što da radite pa stoga trebate biti vrlo odgovorni. Sa slobodom dolazi odgovornost, pa se stoga pitam, 'Što je sloboda? Što mi ona znači?' L'Enfant sauvage odražava [ta promišljanja]. No ipak nema odgovora. Postoje samo život i pitanja."
Duplantier se dodatno nadovezao na ovu ideju u intervjuu s The Quietusom te je objasnio: "Od početka, još od prvog demouratka, bio sam opsjednut ljudskim stanjem, dušom, pitanjem zašto smo ovdje te ima li odgovora na to pitanje - uglavnom misterijima života. Jesmo li tijelo? Ili smo više od toga? I ako smo više od toga, što smo onda? Pun sam pitanja, ali ne postoje odgovori već samo intuicija i to snažna intuicija koja mi govori da smo nešto puno više od samog mesa i krvi."

## Turneje i promocija
Sastav je objavio glazbene spotove i tekstualne videe za pet pjesama na albumu: "Explosia", "L'Enfant sauvage", "The Axe", "Liquid Fire", i "Born in Winter".
Kako bi promovirao album, sastav 2013. godine odlazi na turneju po Sjevernoj Americi zajedno s grupama Devin Townsend Project i The Atlas Moth te je grupa također krenula i na svjetsku turneju koja je završila 2015. godine. U ožujku 2014. godine sastav objavljuje koncertni album Les Enfants sauvages s DVD-om koji prikazuje njihov nastup u Brixton Academyu u Londonu koji se održao 24. ožujka 2013. Album također sadržava i tvrdo ukoričenu knjižicu od šezdeset stranica koja sadrži fotografije sastava; fotografije su snimljene na raznim svjetskim destinacijama za višegodišnje turneje tijekom koje je sastav održao više od 150 koncerata.

## Popis pjesama
Tekstovi: Joe Duplantier, glazba: Mario Duplantier i Joe Duplantier.
| 1.    | »Explosia«                       | 6:39 |
| 2.    | »L'Enfant Sauvage«               | 4:18 |
| 3.    | »The Axe«                        | 4:34 |
| 4.    | »Liquid Fire«                    | 4:17 |
| 5.    | »The Wild Healer« (Instrumental) | 1:48 |
| 6.    | »Planned Obsolescence«           | 4:39 |
| 7.    | »Mouth of Kala«                  | 5:51 |
| 8.    | »The Gift of Guilt«              | 5:56 |
| 9.    | »Pain Is a Master«               | 5:07 |
| 10.   | »Born in Winter«                 | 3:51 |
| 11.   | »The Fall«                       | 5:25 |
| 52:25 |                                  |      |

| 12. | »This Emptiness«   | 3:59 |
| 13. | »My Last Creation« | 4:08 |

## Recenzije
L'enfant sauvage kritički je bio vrlo dobro prihvaćen. Na stranici Metacritic album je ocijenjen s 86 bodova od ukupnih 100, što ukazuje na "sveopće odobravanje".
Pišući recenziju za BBC, Raziq Rauf komentira: "Ovo je jedini nepogrješivi ekstremni metal album koji ćete ikada čuti, bilo 2012. ili bilo koje druge godine", dodajući: "Gojira je jedan od najkvalitetnijih sastava našeg doba te je sastav s L'Enfant sauvageom stvorio još jedan album koji opravdava takvu reputaciju." U svojoj recenziji albuma za The Guardian, Dom Lawson daje albumu odličnu ocjenu, pišući da "Njihov peti studijski album [i dalje uspješno] održava njihov svojstven spoj nemjerljive žestine, strukturalnih inovacija te ekološke i egzistencijalne poezije dok pritom suptilno povećava svoj dramatički i emocionalni doživljaj". Kritičar završava svoju recenziju zaključujući: "U cjelini ovo je divlje originalno djelo koje postiže svoj elektrizirajući vrhunac na The Gift of Guilt: šest minuta tvrdokorne tuge sastavljene od rifova koji zvuče kao hici upozorenja ispaljeni iz proklete i burne kore planeta. Ovo je metal koji je dostigao novu razinu briljantnosti."

## Zasluge
| Gojira - Jean-Michel Labadie – bas-gitara - Mario Duplantier – bubnjevi - Christian Andreu – gitara - Joe Duplantier – vokali, gitara, produkcija, naslovnica | Ostalo osoblje - Edward Odowd – dizajn - U.E. Nastasi – mastering - Josh Wilbur – produkcija, miksanje, inženjer zvuka - Gabrielle Duplantier – fotografija - Paul Suarez – inženjer zvuka |